# Mineo (peuple)
Pour les articles homonymes, voir Mineo (homonymie).
Les Mineo (ou Minew) sont une population montagnarde vivant dans l'Extrême-Nord du Cameroun. On les rattache parfois au groupe Mafa (ou Matakam) – un point de vue que ne partage pas Jean Boutrais qui les rapproche plutôt des Zulgo. 
Au début des années 1980, leur nombre était estimé à 3 000 personnes.
Dans le département du Mayo-Tsanaga, ils représentent 7% de la population de la commune de Koza, où ils sont surtout présents dans le canton de Gaboua, notamment dans les villages de Gabass, Hirché ou Ngjengué. 
Ils parlent le mineo, un dialecte du zulgo.